# ويان داي غن (إي هوا)
الأمير العظيم ويآن (의안대군 | 義安大君)، اسمه الشخصي إي هوا (이화 | 李和). (ولد في 1340 ومات في 1408). كان وزيراً مدنياً في مملكة غوريو، وأحد أفراد مملكة جوسون الأوائل. اسمه القلمي هو إي يوجونغ (이요정 | 二樂亭)، منح اسماً بعد الوفاة هو يانغسو (양소 | 襄昭).

## حياته
أصله من عشيرة جونجو إي، هو الابن الوحيد لهوانجو من جونغبن من عشيرة كم، (بالهانغل: 정빈 김씨 |بالهانجا: 定嬪金氏). له أخوان غير شقيقين هما الملك تايجو والأمير العظيم وانبنغ، وأخت غير شقيقة هي الأميرة جونغهوا. ساعد إي بانغ وون لقتل جونغ مونغجو بسبب الإخلاص الشديد من جونغ مونغجو للملك غونغمن ملك غوريو.

## أحداث مهمة
- في 1392: مُنح اللقب ويآنبايك (بالهانغل: 의안백 |بالهانجا: 義安伯).
- في 1398 (السنة الثامنة للملك تايجو): الصراع الأول بين أبناء الملك تايجو.
- في 1400 (السنة الثانية للملك جونغجونغ): الصراع بين يي بانغ وون وأخيه الأكبر إي بانغ جان.
- في 1407: أصبح رئيس الوزراء، ومُنح لقب الأمير العظيم (대군 | 大君) .

## الأسرة

### الأقارب
- الأب: هوانجو.
- الأم: جونغبن من عشيرة كِم، (정빈 김씨 | 定嬪金氏).
- الإخوة:
  - الملك تايجو.
  - الأمير العظيم وانبنغ.
- الأخوات:
  - الأميرة جونغهوا.

### العائلة
- المحظية: سنهينغ من عشيرة آن (순흥 안씨 | 順興安氏).
- المحظية: غيوها من عشيرة نو (교하 노씨 | 交河盧氏).

## أخرى
حصل الأمير على شهادة ثناء لمساعدته في تأسيس مملكة جوسون، وهي الآن تعتبر الكنز الوطني رقم 232.

## التصوير الحديث
- «دموع التنين» (عرض ابتداء من 1996 إلى 1998 على كي. بي. إس.، قام بالدور: وون سوك يون).